# Palatul Brukenthal din Sibiu
Palatul Brukenthal din Sibiu este un palat construit între anii 1778–1788 în orașul Sibiu de baronul Samuel von Brukenthal, guvernator al Marelui Principat al Transilvaniei (1777-1787). El a fost înălțat în etape, cu scopul de a fi reședință oficială a baronului von Brukenthal și sediu al colecțiilor sale. Palatul se află situat în partea de vest a Pieței Mari, având adresa Piața Mare nr. 4. 
Palatul Brukenthal din Sibiu, azi Muzeul Brukenthal, a fost inclus pe Lista monumentelor istorice din județul Sibiu din anul 2015, având codul de clasificare  SB-II-m-A-12094.

## Istoric
Construcția a început după ce Samuel von Brukenthal a fost numit Guvernator al Marelui Principat al Transilvaniei, funcție pe care a ocupat-o între anii 1777 și 1787. Ca model au servit palatele din Viena, construite stilul Barocului Târziu. Clădirea a fost ridicată pe latura vestică a Pieței Mari, pe locul a două case, din care una avea loggii. Baronul mai avea și o reședință de vară, Palatul Brukenthal din Avrig, a cărui construcție începuse în 1760.
Actuala fațadă principală, într-un stil Baroc auster, a fost realizată mai târziu, motiv pentru care palatul este ieșit mai în față în comparație cu frontul celorlalte clădiri din Piața Mare din Sibiu. Pe mijlocul fațadei, se află un ancadrament de piatră al portalului, susținut de coloane deasupra cărora se ridică antablamentul. Ancadramentul este decorat cu blazonul aurit al lui Samuel von Brukenthal și cu alte elemente decorative specifice stilului baroc: urne, rozete și festoane.
În continuarea portalului este un pasaj de trecere, prin care se pătrunde în curtea interioară a palatului, care are un plan dreptunghiular. În fundalul primei curți se află un al doilea portal, cu un concept similar cu cel al primului portal, dar susținut de atlanți iar nu de coloane. Prin acest portal se face trecerea în curtea a doua, unde inițial se aflau grajdul și alte anexe gospodărești.
Samuel von Brukenthal și-a organizat colecțiile de artă astfel ca să poată fi vizitate încă din 1790, cu trei ani înaintea deschiderii Muzeului Louvre. Deschiderea oficială a muzeului a avut loc în anul 1817, fiind astfel cel mai vechi muzeu din România.
În prezent Palatul Brukenthal adăpostește Galeria de Artă și Biblioteca Muzeului Național Brukenthal, unde se află cele mai valoroase colecții de picturi baroce din centrul și estul Europei.

## Imagini

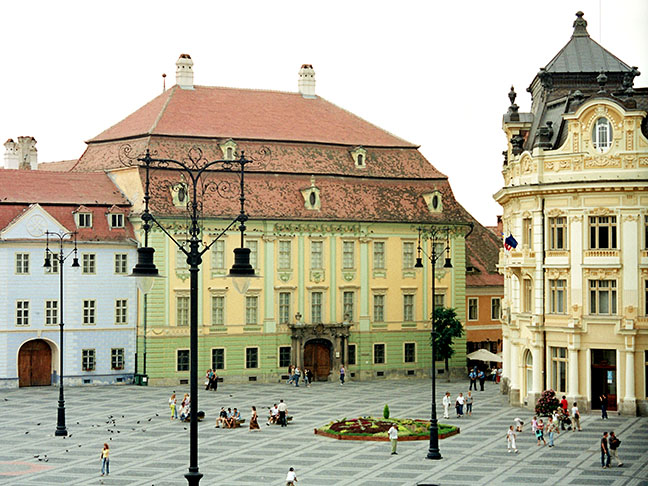
Palatul Brukenthal din Sibiu, înainte de renovarea fațadei
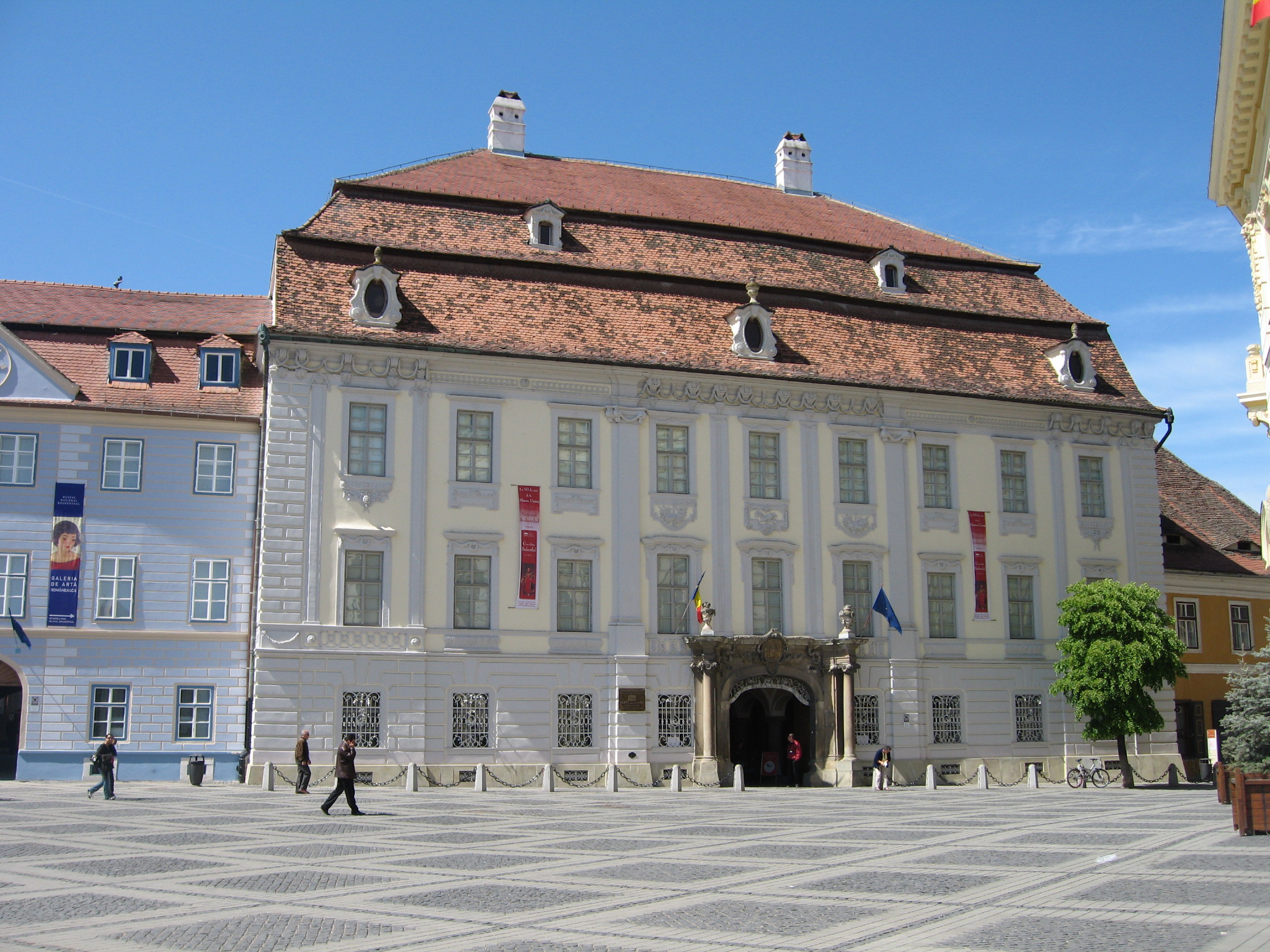
Palatul Brukenthal din Sibiu, sediu actual al Muzeului Național Brukenthal
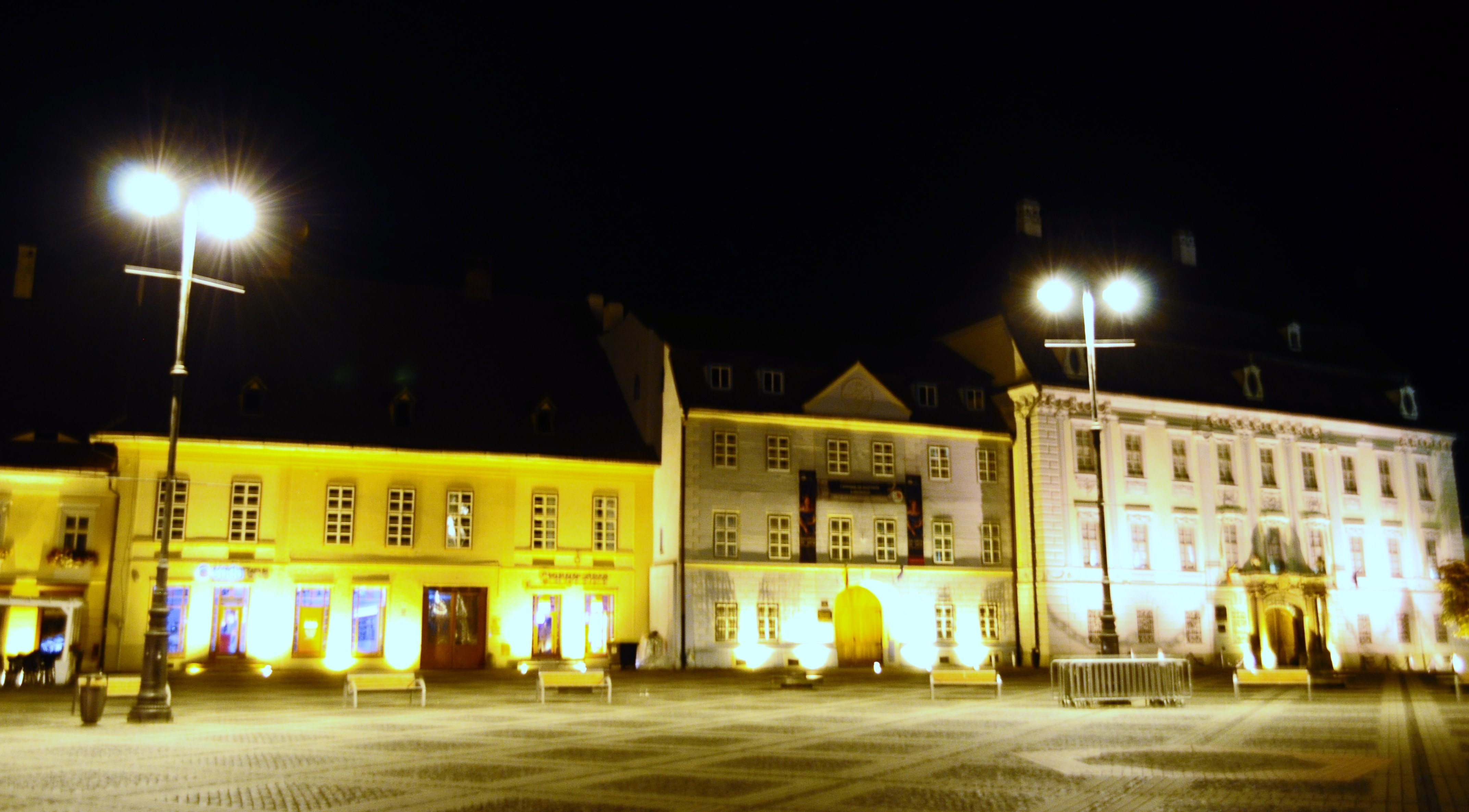
Palatul Brukenthal (azi Muzeul Brukenthal) și Casa Albastră (azi birouri și ateliere ale Muzeului Brukenthal)